# Грэм, Сара (баскетболистка)
Сара Грэм (англ. Sarah Graham; род. 22 августа 1989 года в Брисбене, штат Квинсленд, Австралия) — австралийская профессиональная баскетболистка, которая выступала в женской национальной баскетбольной лиге (ЖНБЛ). Играла на позиции разыгрывающего защитника. Чемпионка женской НБЛ (2017).
В составе национальной сборной Австралии завоевала бронзовые медали летней Универсиады 2009 года в Белграде и летней Универсиады 2011 года в Шэньчжэне.

## Ранние годы
Сара Грэм родилась 22 августа 1989 года в городе Брисбен (штат Квинсленд), у неё есть старший брат Тим, училась там же в колледже Джона Пола.